# Dare (film)
Dare (tj. Odvaha) je americký hraný film z roku 2009, který režíroval Adam Salky. Snímek měl světovou premiéru na filmovém festivalu Outfest 9. července 2009. Film vypráví příběh tří osamělých spolužáků ze střední školy a je rozdělen do tří kapitol, každá je věnována jednomu z nich.

## Děj
Alexa, Johny a Ben studují v posledním ročníku střední školy a všichni se sejdou v dramatickém kroužku, kde adaptují Tramvaj do stanice Touha. Alexa hraje Blanche, Johnny představuje Stanleyho a Ben dělá osvětlovače. Alexa velmi touží stát se herečkou a štve ji, když Johnny hraní nebere vážně. Tím spíš ji raní, když jí profesionální herec na zkoušce sdělí, že nemá talent, zatímco Johnny ano. Na večírku Johnnyho svede a tak začne jejich vztah. Ben je outsider, se kterým se kamarádí jen Alexa, znají se už od dětství. Ben je gay a velmi ho přitahuje Johnny. Když se jednoho večera ocitne u Johnnyho, flirtují spolu a dojde i na sexuální akt. Ačkoliv Johnny není homosexuál, Bena si oblíbí. Johnny navzdory tomu, že pochází z velmi bohaté rodiny a ve škole je úspěšný, se cítí velmi osaměle a dochází na terapii k psycholožce. Je rád, že si konečně našel přátele, se kterými je mu dobře. Protože však každý z těch tří očekává od jejich vzájemného vztahu něco jiného, jejich přátelství je vystaveno velkému tlaku.

## Obsazení
| Emmy Rossum     | Alexa Walker    |
| Zach Gilford    | Johnny Drake    |
| Ashley Springer | Ben Berger      |
| Ana Gasteyer    | Ruth Berger     |
| Wayne Pyle      | Alan Berger     |
| Rooney Mara     | Courtney        |
| Sandra Bernhard | Dr. Serena Mohr |
| Alan Cumming    | Grant Matson    |
| Cady Huffman    | Dr. Kolton      |
| Brianne Berkson | Gabby           |
| Chris Riggi     | Josh            |
| Brea Bee        | Mel Drake       |

## Ocenění
- Savannah Film Festival: Young Hollywood Award pro Emmy Rossum